# 斯芬克斯手槍系統
斯芬克斯手槍系統有限公司（英語：Sphinx Systems Limited）是一間總部位於瑞士、旗下產品主要被特種部隊、警察精英單位和體育射手使用的高品質手枪的製造商。斯芬克斯於1876年始建，主要從事工具和機械加工事業，然後在1980年代轉型為槍械行業。目前斯芬克斯以原捷克設計的CZ 75手槍的進一步改進型而聞名，該手槍已發展成Sphinx 2000、Sphinx 3000定制競技手槍和Sphinx SDP緊湊型。

## 描述
斯芬克斯使用基於CZ 75設計的手槍開始其手槍業務，他們重新設計了捷克CZ 75的合法彷製型ITM AT-84和ITM AT-88（CZ 75的第一次設計進化，由瑞士ITM研發，後來停產）。
斯芬克斯在瑞士生產其所有手槍，套筒是由實心坯料鋼製，底把則是鑄件、鍛件或亦由坯料製，每把手槍都裝有一根高品質槍管。每個手槍零件的加工都在非常嚴格的公差以內，並由斯芬克斯高級槍匠組裝，這讓斯芬克斯造就了槍械非常準確和可靠的聲譽。
除AT380以外的所有斯芬克斯手槍都附帶實際測試靶子，以證明每把手槍的精度。
過去的斯芬克斯手槍並非大量生產，以手工裝符合嚴格的公差，所以斯芬克斯手槍比批量生產的產品更為昂貴。2010年，斯芬克斯加入KRISS集團，並於2012年開始生產SDP緊湊型。SPD緊湊型是斯芬克斯首款大規模生產的槍械，價格下降了66％以上；部分原因是2013年，斯芬克斯獲得了ISO認證。初步評論都偏向正面，Sphinx SDP緊湊型已被戰鬥手槍、後座力（發現它比全尺寸型CZ 75 SP-01更準確25％）和更多雜誌報導過。
雖然在歷史上斯芬克斯的產品是由SILE公司進口到美國，可在2008年之前則是通過SABRE國防工業進口。目前，斯芬克斯的產品是由美國弗吉尼亚州維珍尼亞海灘的KRISS美國公司進口到美國。
2010年11月11日，斯芬克斯公司宣布破產。

## 斯芬克斯手槍
AT380系列：袖珍型手槍。這把手槍非常精確。它採用雙動操作，可以輕微地分散射手的能力，產生更緊密的彈著分佈；然而，這把手槍本身不是為了雙動操作的競賽目標射擊而設計，比如它已被證明是更容易在充滿壓力的情況以下操作，因此傳統的雙動操作設計在自衛方面比較可取。如同所有斯芬克斯手槍，這把手槍的公差非常嚴格，質量非常高。除了總體尺寸略小於瓦爾特PPK/S外，它還具有較大的彈匣容量（10／11／15）。瞄準具可調節。保險裝置包括：1.自動撞針擋型，除非扣動扳機，否則不會釋放撞針，排除意外撞擊底火等走火。2.“M”型號以上的手動撞針保險裝置（與貝瑞塔92F功能相似）。據報導，這種手槍更喜歡“更熱”的彈藥，以便正常操作循環，直到破壞其結構。這是由於它源於歐洲，而更熱的彈藥（與美國相比）通常都大量生產和使用。由於更嚴格的槍械貿易限制，AT .380已不再進口到美國。
斯芬克斯2000系列：全及中型尺寸防禦和運動手槍，顯示其繼承自CZ 75／AT-88。
斯芬克斯3000系列：全及中型尺寸防禦和運動手槍，由不銹鋼、铝和钛等各種金屬製成。斯芬克斯3000被設計為一把現代化戰鬥手槍，具有皮卡汀尼附件安裝導軌、低膛徑中軸線、延長彈匣釋放按鈕、各種保險系統選項、各種表面處理、瞄準具、手槍尺寸和材料可供選擇。
斯芬克斯SDP系列：9×19毫米口徑的SDP，在美國的2013年第一季度首次亮相，當時為緊湊Alpha型，其他緊湊型號則於2014年推出。袖珍型Alpha和標準型Alpha則分別在2014年底與2015年初推出。所有型號都具有雙動／單動操作扳機、雙手靈巧的待擊解脫桿和一個钛塗層鋼製套筒。緊湊型也配有螺紋槍管。緊湊型（總長度為7.40吋）分為硬質陽極氧化鋁製上下底把（29.06—29.72盎司）的黑色、氪氣和沙線系列，與全鋼製上下底把（42.43—42.64盎司）的雙色調和不銹鋼系列。所有金屬製緊湊型都具有可互換的聚合物握把。Alpha系列有三種尺寸：袖珍型（總長度為6.55吋，24.90盎司）、緊湊型（總長度為7.40吋，28.18-28.39盎司）和標準型（總長度為8.19吋、31.43盎司）尺寸，它們具有硬質陽極氧化鋁製上套筒和聚合物下底把。與其較大的表兄弟不同的是，袖珍型並無可互換的後方握把片。雖然準備製造，各標準和生產型號還未藉由其分銷商美國KRISS公司進口到美國。

## 斯芬克斯3000的使用國
- 比利时
  - 比利時聯邦警察
- 丹麦
  - 特種部隊單位
- 马来西亚
  - 马来西亚皇家空军反恐特種部隊特種空勤團（英语：PASKAU）[4]
- 挪威
  - 特種部隊單位
- 新加坡
  - 新加坡警察部队特別行動指揮處[5]
- 瑞士：
  - 斯芬克斯3000手槍：上瓦爾登州、沙夫豪森州和瓦莱州的州警察（州際執法警察局）。然而在2011年，瓦萊州的斯芬克斯3000手槍被HK P30半自動手槍所取代，而一些市政警察部隊也將斯芬克斯3000作為其制式佩槍。該槍也被伯恩州米勒貝格核電站的BKW-FMB安全部隊所採用。
  - 斯芬克斯SDP緊湊型：上瓦爾登州警察

## 流行文化

### 电子游戏
- 2011年—：型號為斯芬克斯3000不鏽鋼雙色型，由双面人（使用兩把）、小丑和高譚市警察使用。
- 2012年—：型號為斯芬克斯3000型，命名為「Swiss 3000」，以10發彈匣供彈，衍生型為：情報局型和特拉維斯型。

## 資料來源
1. ↑  .   [2017-10-20]. （原始内容存档于2013-10-20）.
2. ↑  .   [2015-05-23]. （原始内容存档于2015-06-17）.
3. ↑  .   [2017-10-20]. （原始内容存档于2013-10-20）.
4. ↑  . Military Factory.   [April 14, 2016]. （原始内容存档于2016-05-07）.
5. ↑  Singapore Police Force Eye Treats at WPS 2005 （页面存档备份，存于）

## 外部連結
- （英文）—SPHINX official USA website
- （英文）—Product info for SDP Compact
- （英文）—Sphinx Systems Ltd. website
- （英文）—Modern Firearms—
  - Sphinx 2000
  - Sphinx 3000
- （英文）—Sphinx Systems 3000 SOP Special Operation Pistol self-loading pistol (Switzerland) at Jane's （页面存档备份，存于）
- （英文）—Sphinx Systems 3000 Standard self-loading pistol (Switzerland) at Jane's
- （英文）—Sphinx 3000 Tactical 9mm - High-End custom quality CZ 75 clone—breed for competition circuits by Denis Prisbey （页面存档备份，存于）
- （简体中文）—D Boy Gun World（槍炮世界）—斯芬克司手枪 （页面存档备份，存于）
  - 斯芬克司2000系列 （页面存档备份，存于）
  - 斯芬克司3000系列 （页面存档备份，存于）
  - 斯芬克司SDP系列 （页面存档备份，存于）